# ماكس نيوفيلد
ماكس نيوفيلد (بالألمانية: Max Neufeld)‏ (و. 1887 – 1967 م) هو مخرج أفلام، وكاتب سيناريو، وممثل أفلام نمساوي، توفي في فيينا، عن عمر يناهز 80 عاماً.

## وصلات خارجية
- ماكس نيوفيلد على موقع IMDb (الإنجليزية)
- ماكس نيوفيلد على موقع ألو سيني (الفرنسية)
- ماكس نيوفيلد على موقع أول موفي (الإنجليزية)
- ماكس نيوفيلد على موقع قاعدة بيانات الأفلام السويدية (السويدية)
- ماكس نيوفيلد على موقع قاعدة بيانات الفيلم (الإنجليزية)
- ماكس نيوفيلد على موقع كينوبويسك (الروسية)